# Vnitřní kanalizace
Vnitřní kanalizace je soustava potrubního vedení uvnitř budovy odvádějící odpadní vodu přes kanalizační přípojku z nemovitosti do veřejné kanalizace, případně přímo do domovní čistírny odpadních vod, žumpy či septiku. Vnitřní kanalizace může být jednotná nebo oddílná, gravitační, tlaková nebo podtlaková. Vnitřní kanalizace patří do oboru souhrnně nazývaného technické zařízení budov.

## Druhy
Vnitřní kanalizace rozdělujeme podle:
- sil unášejících odpadní vodu:
  - gravitační - odpadní voda odtéká přirozeně po spádu potrubí tedy gravitačně
  - tlaková - odpadní voda se shromažďuje v akumulačním prostoru a následně je po naplnění předčerpána do nejbližšího gravitačního potrubí případně přímo do veřejné kanalizace. Tento systém se používá v případě potřeby odkanalizovat podlaží pod úrovní okolního terénu a venkovní kanalizace.
  - podtlaková - odpadní vody jsou čerpány stejně jako u tlakové kanalizace, avšak čerpací zařízení je umístěno na konci potrubí, tedy v místě kam je odpadní voda přepravena.
- odvádění dešťových vod:
  - jednotná - dešťové vody jsou odváděny společně se splaškovými odpadními vodami.
  - oddílná - dešťové vody jsou odváděny samostatným potrubím odděleně od vod splaškových. Tento druh se užívá například pokud je na vnitřní kanalizaci objekt na předčištění nebo kanalizační přípojka je tlaková. Oddílná vnitřní kanalizace tedy může být
    - splašková nebo
    - dešťová

Je-li stoková síť oddílná, musí být i vnitřní kanalizace oddílná.

## Části vnitřní kanalizace

### Vnitřní část
Jde o odpadní potrubí uvnitř budovy případně pod budovou. Jednotlivé úseky potrubí se rozdělují na:
- šikmé připojovací potrubí - odvádí odpadní vodu přímo od zařizovacího předmětu do svislého odpadního potrubí a nemělo by být delší než 3 metry. Vždy se připojovací potrubí připojuje k zařizovacímu předmětu přes zápachovou uzávěrku - sifon.
- svislé potrubí
  - odpadní - ze šikmého připojovacího potrubí odvádí vodu z jednotlivých podlaží do ležatého potrubí. Na hlavních svislých odpadních potrubích se vysazují čisticí kusy 1 metr nad úrovní podlahy nejnižšího podlaží.
  - větrací - vyrovnává tlak ve vnitřní kanalizaci. Ukončuje se zpravidla nad úrovní střechy větrací hlavicí. Ve výjimečných případech se může ukončit i v odvětraném místě uvnitř budovy pomocí provzdušňovací hlavice. Při absenci odvětrávacího potrubí může dojít k vysátí vody ze zápachové uzávěrky (sifonu) a následně k pronikání zápachu z kanalizace do budovy.
- ležaté potrubí (svody) - svodné potrubí se sbíhá od jednotlivých odpadních potrubí do tzv. hlavního ležatého svodu. Pokud je potřeba vysazuje se na hlavním svodném potrubí před vyvedením z budovy čisticí kus například v čisticí šachtě. Ležaté potrubí může být u podsklepených budov zavěšeno pod stropem nebo vedeno na konzolích po zdi.

### Vnější část
Jde o hlavní ležaté svody mimo budovu - úseky potrubí od nemovitosti po kanalizační přípojku případně je to celá areálová kanalizace před kanalizační přípojkou. Na vnější části vnitřní kanalizace mohou být také objekty na předčištění odpadní vody jako odlučovač tuků, odlučovač ropných látek, lapák písku apod. Dále se zde umisťují vzorkovací a měřící místa pro kontrolu kvality a množství vypouštěných odpadních vod před vypuštěním do veřejné kanalizace. U dešťové nebo jednotné areálové kanalizace se z důvodu nekapacitní veřejné kanalizace také mohou zřizovat dešťové zdrže.

## Materiály
- plast
  - PP (polypropylen) - vnitřní kanalizace uvnitř budovy nad úrovní podlahy nejnižšího podlaží se zpravidla montuje z polypropylenového potrubí - systém HT šedé barvy, popřípadě se používá odhlučněné potrubí: Polokal NG (modré barvy), Polokal 3S (bílé barvy), Silent či Friatherm. Tyto systémy jsou v provedení hrdlových trub opatřených pryžovými těsnicími kroužky.
  - PVC (polyvinylchlorid) - při uložení do země (pod úrovní podlahy nejnižšího podlaží a v okolním terénu) se používá potrubí z tvrdého PVC - systém KG oranžové barvy (hrdlové trubky opatřené pryžovými těsnicími kroužky); potrubí z tenkostěnného PVC je alternativou pro polypropylen
  - PE (polyethylen) - v poslední době se prosazují potrubní systémy z materiálu PE spojované  svařováním na tupo nebo elektrotvarovkami. Toto potrubí je náročnější na montáž, ale oproti PVC se vyznačuje lepším odhlučněním a pružností, snáší tedy větší mechanické poškození.
- odpadní litina - jde o dříve používané potrubí hrdlové těsněné olověnou zálivkou, nebo o bezhrdlové litinové potrubí (SML systém) spojované spojkami.
- nerezová ocel je materiál, který se používá již více, než 40 let tam, kde jsou kladeny vysoké nároky na hygienu, čistitelnost, tepelnou a chemickou odolnost odpadního potrubí. Trubní systém Europipe (vyrábí firma BLUCHER A/S, Dánsko) s rezervou splňuje všechny tyto požadavky včetně estetických hledisek. Přitom montáž je velmi jednoduchá (prostým zasunutím do pryžového těsnění), jsou k dispozici veškeré tvarovky a potrubí je samozřejmě kompatibilní se všemi ostatními druhy potrubí.
- kamenina - tradiční materiál, který se používá tam kde jsou zvýšené nároky na životnost a odolnost potrubí. Jde rovněž o potrubí hrdlové, dříve temované provazem, nyní se dodává v provedení s pryžovými těsnicími kroužky.

## Navrhování a výstavba
Navrhování vnitřní kanalizace u staveb, na které je nutné vydání stavebního povolení případně ohlášení patří mezi vybrané činnosti ve výstavbě podle § 158 Zákona č. 183/2006 Sb., o územním plánování a stavebním řádu (stavební zákon). Vybrané činnosti ve výstavbě mohou vykonávat pouze osoby s autorizací v oboru technika prostředí staveb, kterou uděluje ČKAIT (Česká komora autorizovaných inženýrů a techniků činných ve výstavbě) v souladu se Zákonem č. 306/1992 Sb., o výkonu povolání autorizovaných architektů a o výkonu povolání autorizovaných inženýrů a techniků činných ve výstavbě v pozdějším znění.

Vnitřní kanalizace se navrhuje v souladu s technickou normou ČSN 75 6760 Vnitřní kanalizace a dalšími.
Obecné požadavky pro výstavbu vnitřní kanalizace stanoví Vyhláška o obecných technických požadavcích na výstavbu č. 137/1998 Sb., §44. Provádět dodávku vnitřní kanalizace může opět pouze osoba s autorizací podle Zákona č. 306/1992 Sb.